# Barrio Bernardino Rivadavia
Barrio Bernardino Rivadavia o Km 244 es una localidad argentina ubicada en el departamento Cainguás de la Provincia de Misiones. Depende administrativamente del municipio de Dos de Mayo, de cuyo centro urbano dista unos 8 km. El INDEC la denominó Dos de Mayo Núcleo III hasta 2001, usando en 2010 ambas denominaciones: Núcleo III y Barrio Beranrdino Rivadavia.
Se desarrolla a lo largo de la Ruta Nacional 14, que la vincula al oeste con 2 de Mayo y al este con San Vicente.
Comenzó a desarrollarse a fines de los años 1950.

## Toponimia
Debe su nombre a que está situada sobre lotes pertenecientes a la Colonia Rivadavia. Km 244 corresponde a la antigua numeración de la Ruta 14, cuando la misma se contaba desde la ciudad de Posadas, actualmente el cero está en Ceibas.